# Botia kubotai

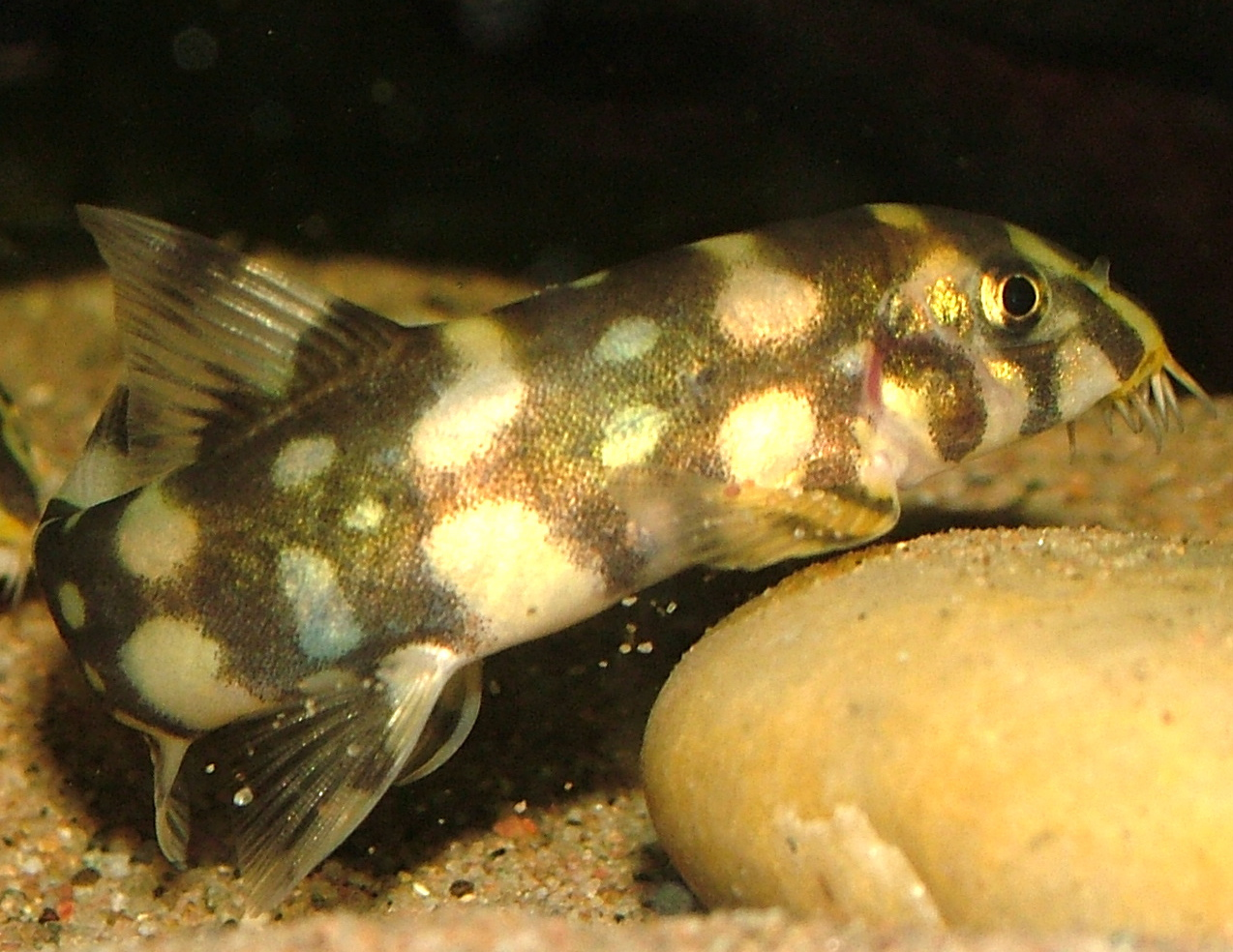
Botia kubotai

Botia kubotai Kottelat, 2004 è un pesce osseo di acqua dolce appartenente alla famiglia Cobitidae e alla sottofamiglia Botiinae.

## Distribuzione
Proviene dai torrenti di Thailandia e Myanmar; è comune negli affluenti del fiume Ataran, soprattutto su fondo roccioso.

## Descrizione
Il corpo è arcuato sul dorso e appiattito sul ventre; raggiunge una lunghezza massima di 8,5 cm. Gli esemplari adulti si distinguono dai giovani per la colorazione a macchie irregolari pallide su sfondo marrone; negli esemplari giovanili la colorazione è a bande giallastre e marroni.

## Biologia

### Comportamento
Questa specie forma piccoli gruppi.

### Alimentazione
È onnivoro.

## Conservazione
È stato molto ricercato per essere allevato in acquario, soprattutto in passato. Viene classificato come "dati insufficienti" (DD) dalla lista rossa IUCN perché non sono noti dati precisi sul commercio e sulla protezione dell'habitat.